# Estação Fabra i Puig

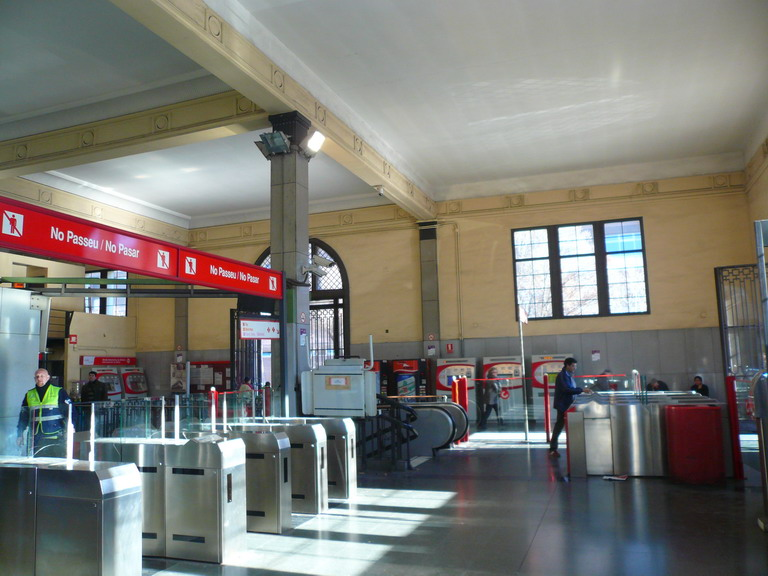
Vestíbulo de acesso a Estação Fabra i Puig.

Fabra i Puig é uma estação da Linha 1 do Metro de Barcelona.

## História
A estação L1 do Metrô de Barcelona foi aberta ao público em 1954 com o nome de Fabra y Puig como parte da Ferrovia Metropolitana Transversal.